# Élections législatives de 1978 dans la Côte-d'Or
Les élections législatives françaises de 1978 se déroulent les 12 et 19 mars 1978. Dans le département de la Côte-d'Or, quatre députés sont à élire dans le cadre de quatre circonscriptions.

## Élus
| Circonscription | Député sortant                        | Parti | Parti | Député élu ou réélu | Parti | Parti    |
| --------------- | ------------------------------------- | ----- | ----- | ------------------- | ----- | -------- |
| 1re             | Robert Poujade suppléant de René Blas |       | RPR   | Robert Poujade      |       | RPR      |
| 2e              | Henry Berger                          |       | RPR   | Henry Berger        |       | RPR      |
| 3e              | Pierre Charles                        |       | MRG   | Jean-Philippe Lecat |       | RPR      |
| 4e              | Gilbert Mathieu                       |       | RI    | Gilbert Mathieu     |       | UDF (PR) |

## Résultats

### Résultats à l'échelle du département
| Parti          | Parti                              | Premier tour | Premier tour | Second tour | Second tour | Sièges |
| Parti          | Parti                              | Voix         | %            | Voix        | %           | Sièges |
| -------------- | ---------------------------------- | ------------ | ------------ | ----------- | ----------- | ------ |
|                | Rassemblement pour la République   | 89 740       | 38,50        | 103 014     | 43,06       | 3      |
|                | Union pour la démocratie française | 21 272       | 9,13         | 25 405      | 10,62       | 1      |
|                | Divers droite                      | 4 111        | 1,76         |             |             | 0      |
|                | Majorité présidentielle            | 115 123      | 49,39        | 128 419     | 53,68       | 4      |
|                |                                    |              |              |             |             |        |
|                | Parti socialiste                   | 48 601       | 20,85        | 67 899      | 28,38       | 0      |
|                | Parti communiste français          | 32 853       | 14,09        | 19 674      | 8,22        | 0      |
|                | Mouvement des radicaux de gauche   | 18 743       | 8,04         | 23 250      | 9,72        | 0      |
|                | Union de la gauche                 | 100 197      | 42,99        | 110 823     | 46,32       | 0      |
|                |                                    |              |              |             |             |        |
|                | Extrême gauche                     | 5 380        | 2,31         |             |             | 0      |
|                | Divers écologiste                  | 5 103        | 2,19         | 0           |             |        |
|                | Mouvement des démocrates           | 2 664        | 1,14         | 0           |             |        |
|                | Extrême droite                     | 2 074        | 0,89         | 0           |             |        |
|                | Parti socialiste unifié            | 1 856        | 0,80         | 0           |             |        |
|                | Divers                             | 692          | 0,30         | 0           |             |        |
|                |                                    |              |              |             |             |        |
| Inscrits       | Inscrits                           | 285 760      | 100,00       | 285 766     | 100,00      | 4      |
| Abstentions    | Abstentions                        | 48 755       | 17,06        | 42 112      | 14,74       |        |
| Votants        | Votants                            | 237 005      | 82,94        | 243 654     | 85,26       |        |
| Blancs et nuls | Blancs et nuls                     | 3 916        | 1,65         | 4 412       | 1,81        |        |
| Exprimés       | Exprimés                           | 233 089      | 98,35        | 239 242     | 98,19       |        |

### Résultats par circonscription

#### Première circonscription (Dijon-I)
| Candidat       | Candidat                     | Parti          | Premier tour | Premier tour | Second tour | Second tour |  |
| Candidat       | Candidat                     | Parti          | Voix         | %            | Voix        | %           |  |
| -------------- | ---------------------------- | -------------- | ------------ | ------------ | ----------- | ----------- |  |
|                | Robert Poujade sortant réélu | RPR            | 35 939       | 48,56        | 40 106      | 53,34       |  |
|                | Roland Carraz                | PS             | 20 308       | 27,44        | 35 083      | 46,66       |  |
|                | Alain Thérouse               | PCF            | 9 505        | 12,84        |             |             |  |
|                | Philippe Pernin              | Écologie 78    | 3 396        | 4,59         |             |             |  |
|                | Pierre Hazard                | Divers droite  | 1 463        | 1,98         |             |             |  |
|                | Yves Lavarelo                | Extrême droite | 1 195        | 1,61         |             |             |  |
|                | Jean-Pierre Debourdeau       | LCR            | 818          | 1,11         |             |             |  |
|                | Monique Niang                | LO             | 655          | 0,89         |             |             |  |
|                | Émile Serfati                | PSU (FA)       | 570          | 0,77         |             |             |  |
|                | Agnès Salomon                | UOPDP          | 159          | 0,21         |             |             |  |
|                |                              |                |              |              |             |             |  |
| Inscrits       | Inscrits                     | Inscrits       | 89 985       | 100,00       | 89 980      | 100,00      |  |
| Abstentions    | Abstentions                  | Abstentions    | 14 975       | 16,64        | 13 603      | 15,12       |  |
| Votants        | Votants                      | Votants        | 75 010       | 83,36        | 76 377      | 84,88       |  |
| Blancs et nuls | Blancs et nuls               | Blancs et nuls | 1 002        | 1,34         | 1 188       | 1,56        |  |
| Exprimés       | Exprimés                     | Exprimés       | 74 008       | 98,66        | 75 189      | 98,44       |  |

#### Deuxième circonscription (Dijon-II)
| Candidat       | Candidat                   | Parti          | Premier tour | Premier tour | Second tour | Second tour |  |
| Candidat       | Candidat                   | Parti          | Voix         | %            | Voix        | %           |  |
| -------------- | -------------------------- | -------------- | ------------ | ------------ | ----------- | ----------- |  |
|                | Henry Berger sortant réélu | RPR            | 31 260       | 46,74        | 36 539      | 52,68       |  |
|                | Hervé Vouillot             | PS             | 20 991       | 31,39        | 32 816      | 47,32       |  |
|                | Marie-Louise Yanelli       | PCF            | 8 117        | 12,14        |             |             |  |
|                | Raymond Cètre              | MDD            | 1 937        | 2,9          |             |             |  |
|                | Baudouin de Pimodan        | Divers droite  | 1 352        | 2,02         |             |             |  |
|                | Denis Clerc                | PSU (FA)       | 1 286        | 1,92         |             |             |  |
|                | André Fruthiot             | LO             | 895          | 1,34         |             |             |  |
|                | Aimé Thirard               | LCR            | 767          | 1,15         |             |             |  |
|                | Paul Garrigues             | UOPDP          | 276          | 0,41         |             |             |  |
|                |                            |                |              |              |             |             |  |
| Inscrits       | Inscrits                   | Inscrits       | 82 442       | 100,00       | 82 432      | 100,00      |  |
| Abstentions    | Abstentions                | Abstentions    | 14 193       | 17,22        | 11 925      | 14,47       |  |
| Votants        | Votants                    | Votants        | 68 249       | 82,78        | 70 507      | 85,53       |  |
| Blancs et nuls | Blancs et nuls             | Blancs et nuls | 1 368        | 2            | 1 152       | 1,63        |  |
| Exprimés       | Exprimés                   | Exprimés       | 66 881       | 98           | 69 355      | 98,37       |  |

#### Troisième circonscription (Beaune)
| Candidat       | Candidat                | Parti          | Premier tour | Premier tour | Second tour | Second tour |  |
| Candidat       | Candidat                | Parti          | Voix         | %            | Voix        | %           |  |
| -------------- | ----------------------- | -------------- | ------------ | ------------ | ----------- | ----------- |  |
|                | Jean-Philippe Lecat élu | RPR            | 22 541       | 47,4         | 26 369      | 53,14       |  |
|                | Pierre Charles sortant  | MRG            | 15 507       | 32,61        | 23 250      | 46,86       |  |
|                | Guy Veillet             | PCF            | 5 387        | 11,33        |             |             |  |
|                | Marie-Renée Pytel       | Écologie 78    | 1 707        | 3,59         |             |             |  |
|                | Jean Maupoil            | Extrême droite | 879          | 1,85         |             |             |  |
|                | Jacqueline Lambert      | LO             | 810          | 1,7          |             |             |  |
|                | Stéphanie Heinen-Lesiak | MDD            | 727          | 1,53         |             |             |  |
|                |                         |                |              |              |             |             |  |
| Inscrits       | Inscrits                | Inscrits       | 58 698       | 100,00       | 58 755      | 100,00      |  |
| Abstentions    | Abstentions             | Abstentions    | 10 456       | 17,81        | 8 416       | 14,32       |  |
| Votants        | Votants                 | Votants        | 48 242       | 82,19        | 50 339      | 85,68       |  |
| Blancs et nuls | Blancs et nuls          | Blancs et nuls | 684          | 1,42         | 720         | 1,43        |  |
| Exprimés       | Exprimés                | Exprimés       | 47 558       | 98,58        | 49 619      | 98,57       |  |

#### Quatrième circonscription (Montbard)
| Candidat       | Candidat                      | Parti          | Premier tour | Premier tour | Second tour | Second tour |  |
| Candidat       | Candidat                      | Parti          | Voix         | %            | Voix        | %           |  |
| -------------- | ----------------------------- | -------------- | ------------ | ------------ | ----------- | ----------- |  |
|                | Gilbert Mathieu sortant réélu | UDF (PR)       | 21 272       | 47,65        | 25 405      | 56,36       |  |
|                | Jacques Garcia                | PCF            | 9 844        | 22,05        | 19 674      | 43,64       |  |
|                | Michel Neugnot                | PS             | 7 302        | 16,36        | Retrait     | Retrait     |  |
|                | Pierre Rebourg                | MRG            | 3 236        | 7,25         |             |             |  |
|                | Laurent Delarue               | Divers droite  | 1 296        | 2,9          |             |             |  |
|                | Brigitte Girard               | LO             | 1 000        | 2,24         |             |             |  |
|                | Janine Ferrier                | Divers         | 692          | 1,55         |             |             |  |
|                |                               |                |              |              |             |             |  |
| Inscrits       | Inscrits                      | Inscrits       | 54 635       | 100,00       | 54 599      | 100,00      |  |
| Abstentions    | Abstentions                   | Abstentions    | 9 131        | 16,71        | 8 168       | 14,96       |  |
| Votants        | Votants                       | Votants        | 45 504       | 83,29        | 46 431      | 85,04       |  |
| Blancs et nuls | Blancs et nuls                | Blancs et nuls | 862          | 1,89         | 1 352       | 2,91        |  |
| Exprimés       | Exprimés                      | Exprimés       | 44 642       | 98,11        | 45 079      | 97,09       |  |